# Guin Saga
Guin Saga (グイン・サーガ, Guin Sāga) é uma série de romances de fantasia heróica da autora japonesa Kaoru Kurimoto, sendo publicada desde 1979. Um recorde de 100 volumes foram originalmente planejados, mas atualmente já foram lançados mais de 130 volumes e mais 22 volumes de histórias paralelas. Ela estava trabalhando no volume 130 de Guin Saga até 23 de maio de 2009, depois ela ficou muito doente para continuar a escrever. Depois que o 100º livro da série foi publicado em 2005, um evento para celebrar isso foi realizado em Tóquio, com 600 participantes. Guin Saga é a mais longa obra de um único escritor no mundo com circulação total superior a 28 milhões em todo o mundo.
A história principal de Guin Saga retomou em 8 de novembro de 2013, quatro anos após a morte da autora original. Yū Godai publicou o volume 131 naquela data, seguido pelo volume 132 que foi publicado em dezembro de 2013.

## Sinopse
A história gira em torno de um misterioso guerreiro chamado Guin, um amnésico com uma máscara de leopardo magicamente afixada em sua cabeça. Lembrando nada além de seus instintos de luta e da palavra "Aurra", ele confronta um mundo carregado de perigo, intriga e magia.

## Ilustradores da série
As capas dos volumes 1-19 (1979-1984) foram feitas por Naoyuki Kato. O ilustrador Yoshitaka Amano tomou então as rédeas até o vol. 57 (1997), época que ele foi substituído por Jun Suemi. Shinobu Tanno, cujo estilo se parece muito com o de Suemi, foi o ilustrador da série desde o vol. 88 (2003) até o 130º livro em 2009.

## Mídias

### Light novel
O romance foi traduzido em inglês, alemão, francês, russo, italiano, coreano e chinês.